# Чанчана
Чанчана (итал. Cianciana) — коммуна в Италии, располагается в регионе Сицилия, подчиняется административному центру Агридженто.
Население составляет 4069 человек, плотность населения составляет 110 чел./км². Занимает площадь 37 км². Почтовый индекс — 92012. Телефонный код — 0922.
Покровителем населённого пункта считается Антоний Падуанский. Праздник ежегодно празднуется 13 июня.